# Шентвид
Шентвид (словен. Šentvid; Šent Vid nad Ljubljano, нім. Sankt Veit) — незалежне поселення до 1974; з 1974 входить до складу Любляни. Розташоване на території Верхньої Крайни. Є центром району Шентвид (словен. Četrtna skupnost Šentvid) общини Любляна.

## Назва
Вперше згадується в письмових джерелах у 1262 році як plebanus Sancti Viti. Словенський варіант назви — Šentvid — поєднує в собі слова šent (святий) та Vid (Віт) (Святий Віт), таким чином посилаючись на парафіяльну церкву. В минулому поселення було відоме також як Šent Vid nad Ljubljano (Святий Віт над Любляною). В Німеччині поселення було відоме під назвою Sankt Veit.

## Географія
Центральна вулиця Шентвида носить назву вулиця Прушника (словен. Prušnikova ulica); названа на честь словенського партизана з Каринтії Карела Прушника. До 1977 року вулиця була частиною Целовецького шляху (словен. Celovška cesta), який є однією з головних транспортних артерій Любляни. Нині Целовецький шлях перетинає центральну частину Шентвида з західного боку.

## Історія
В доісторичні часи на території сучасного Шентвида майже ніхто не мешкав. Археологічні знахідки включають спис часів культури полів поховальних урн, стрілу часів гальштатської культури, кельтську срібну монету та давньоримські монети. На пагорбі Велика Трата (словен. Velika Trata) у західній частині поселення знаходилась доісторична фортеця.
У 1866 році в поселенні була заснована початкова школа, у 1928 — чотирирічна середня школа. У 1901 році почала діяти вища середня школа — інститут Св. Станіслава.
Під час Другої світової війни Шентвид був окупований німцями (20 квітня 1941 р). Тут діяв німецький табір для інтернованих з метою подальшої депортації словенців до Сербії. З Шентвида німці атакували словенських партизан, що ховалися в районі пагорбів Полхов Градець. За поселенням пролягав німецько-італійський кордон. У серпні 1942 року на території поселення був застрелений німцями письменник та учасник руху опору Тоне Чуфар (словен. Tone Čufar). В будинку Інституту св. Станіслава функціонувало гестапо. Після завершення війни в цій будівлі тримали захоплених у полон бійців Словенського домобранства; неподалік її було утворено дві братські могили.
До 1974 року Шентвид був окремим поселенням, з 1974 року є адміністративною одиницею Любляни.

## Парафія та церква
Парафія в Шентвиді є однією з найдавніших в Любляні, вона була заснована у 1085 році, увійшла до канонічної території Аквілейського патріархату. У 1351 році патріарх Миколай передав повноваження своєму військовому союзнику ерцгерцогу Альбрехту. У 1461 році парафія була передана новоствореній Люблянській архієпархії. Пізніше парафія Шентвида була розділена між парафіями Полхова Градеця, Чорної Гори (словен. Črni Vrh), Шентйошта (словен. Šentjošt), Хорула (словен. Horjul), Доброви та Святої Катарини.
Церква в Шентвиді присвячена Святому Віту. Була збудована у 1796 році, після землетрусу в Любляні відбудована та розширена на схід; перебудови зазнав також екстер'єр церкви. Старі вівтарі церкви сконструйовані Матеєм Томком (словен. Matej Tomc). Головний вівтар та вівтар, присвячений Діві Марії, були збудовані у 1854 році, а вівтарі, присвячені Святому Миколаю, Іоанну Хрестителю й Антонію Падуанському, датовані 1870 роком. Зображення Діви Марії виконано Матевжем Лангусом (словен. Matevž Langus), а зображення Святого Йосипа — Генрікою Лангус. Більш сучасні вівтарні розписи виконані Тоне Кралем (словен. Tone Kralj), а хрестильна купіль виконана Йоже Плечником.

## Видатні особи
- Антон Белець (1857—1940) — автор Альяжевого стовпа (1895)
- Франк Бернік (1870—1948) — релігійний письменник, історик краю[1][5]
- Антон Бітенк (1920—1977) — архітектор[5]
- Янко Йован (1878—1941) — письменник[1][5]
- Гашпер Порента (1870—1930) — художник[5]
- Блаж Поточнік (1799—1872) — поет, композитор, член руху національного відродження[5]
- Франк Саксер (1859—1937) — редактор, публіцист[5]
- Франьйо Січ (1893—1953) — автор підручників[5]
- Йосіп Словнік (1881—1960) — художник[1][5]
- Андрей Сной (1886—1962) — професор теології, знавець Біблії[1]
- Франк Штрукель (1841—1895) — журналіст, перекладач[5]
- Мирослав Томк (1850—1894) — художник, композитор[5]
- Фердинанд Вонча (1792—1840) — релігійний письменник[5]
- Іван Жван (1829—1920) — засновник першого словенського співтовариства альпіністів Друзі Триглава (словен. Triglavski prijatelji)